# Park Towers (Dubaï)
Les Park Towers sont des gratte-ciel de Dubaï (Émirats arabes unis). 

## Projet
Les Park Towers sont 2 tours jumelles situées dans le quartier du DIFC, le quartier financier de Dubaï, combinant bureaux, commerces et plus de 400 appartements.
Réalisées par Gensler architectes, leurs façades entièrement vitrées sont toutes incurvées.
Les tours sont accessibles depuis l'arrêt Financial Centre du métro aérien. Les deux tours ont été achevées en 2011.